# Kaala-Gomen
Kaala-Gomen ist eine Gemeinde in der Nordprovinz Neukaledoniens. Sie liegt auf der Hauptinsel Grande Terre, aber auch weitere kleine Inseln vor der Küste gehören dazu. Die höchste Erhebung liegt im Massif d'Ouazangou-Taom auf 1092 m. Die Küste ist meist von einem Mangrovenwald gesäumt, Sandstrände sind nur vereinzelt vorhanden, vor allem um das Kap Deverd und auf der vorgelagerten Insel. Es gibt fünf Ortschaften: Troulala, Village, Téoudié, Tinip und Ouaco. Der größte Ort ist Kaala-Gomen (örtlich Village genannt) am Fuße des Kaala (1033 m). Er liegt an der Territorialstraße RT1 rund 350 km von Nouméa entfernt.
Bei Ouaco wird Nickel von der Société minière du Sud Pacifique gefördert, deren Anteile im Jahr 1990 zu 87 % von der Nordprovinz und zu 5 % von der Provinz Loyalitätsinseln übernommen wurden. Ein weiteres Bergbaugebiet ist der Mont Kaala.
Die Transversale Kaala-Gomen/Hienghène verbindet Kaala-Gomen mit Hienghène an der Ostküste. Sie führt hier durch das Berggebiet Le Trou du Diable („Teufelsloch“). Die 90 km lange Ost-West-Verbindung wurde einst während des Zweiten Weltkriegs von der Armee als unbefestigte Trasse angelegt und 2021–2023 zu einer befestigten Straße ausgebaut, die seitdem auch in der Regenzeit befahrbar ist.
Vom Kap Deverd führt seit 1893 das erste Seekabel von Neukaledonien nach Australien; von hier ist es die kürzeste Entfernung (1250 km). Zur Erinnerung wurde dort eine Stele angebracht. Fünf Kilometer westlich des Kaps liegt die kleine Îlot Deverd, auf der sich ein Leuchtturm befindet.

## Bevölkerung
Die Bevölkerung setzt sich größtenteils aus verschiedenen Stämmen (Tribus) der Kanak zusammen. Die Hälfte der Einwohner ist unter 30 Jahre alt, ein Drittel ist im Industriesektor beschäftigt, insbesondere im Bergbau.
| Bevölkerungsentwicklung in Kaala-Gomen | Bevölkerungsentwicklung in Kaala-Gomen | Bevölkerungsentwicklung in Kaala-Gomen | Bevölkerungsentwicklung in Kaala-Gomen | Bevölkerungsentwicklung in Kaala-Gomen | Bevölkerungsentwicklung in Kaala-Gomen | Bevölkerungsentwicklung in Kaala-Gomen | Bevölkerungsentwicklung in Kaala-Gomen | Bevölkerungsentwicklung in Kaala-Gomen | Bevölkerungsentwicklung in Kaala-Gomen | Bevölkerungsentwicklung in Kaala-Gomen | Bevölkerungsentwicklung in Kaala-Gomen |
| -------------------------------------- | -------------------------------------- | -------------------------------------- | -------------------------------------- | -------------------------------------- | -------------------------------------- | -------------------------------------- | -------------------------------------- | -------------------------------------- | -------------------------------------- | -------------------------------------- | -------------------------------------- |
| Einwohner                              | 1161                                   | 1228                                   | 1296                                   | 1425                                   | 1231                                   | 1549                                   | 1787                                   | 1881                                   | 1931                                   | 2033                                   | 1803                                   |
| Jahr                                   | 1956                                   | 1963                                   | 1969                                   | 1976                                   | 1983                                   | 1989                                   | 1996                                   | 2004                                   | 2009                                   | 2014                                   | 2019                                   |